# Oglio
L'Oglio est une rivière italienne de 280 km de long, affluent de rive gauche du Pô, qui traverse le lac d'Iseo et coule dans la région de Lombardie.

## Géographie
L'Oglio se forme par la confluence, près du hameau de Pezzo di Ponte di Legno de deux torrents, le Narcanello, issu du glacier de la Presena, et le Frigidolfo, émissaire du lac d'Ercavallo, dans le parc national du Stelvio. Ces deux torrents naissent sur les pentes du Corno dei Tre Signori, dans les Alpes Orobiques, à une altitude de 2 600 m environ. Cette région appartient au parc national du Stelvio et correspond à la région du val Camonica.
À Costa Volpino, il débouche dans le lac d'Iseo dont il ressort près de Sarnico, avant de rejoindre la plaine du Pô après avoir traversé une zone de dépôts morainiques.
L'Oglio se jette dans le Pô à Torre d'Oglio (it), entre Viadana et Borgoforte, dans la province de Mantoue.
Son bassin hydrographique couvre une superficie de 6 649 km2.

## Affluents
L'Oglio, naît de la confluence des deux torrents Frigidolfo (it) et Narcanello (it) dans la commune de Ponte di Legno.

### Val Camonica
- Ogliolo (it) à Edolo ;
- Remulo (it) à Sonico ;
- Allione (it) à Berzo Demo ;
- Poia (it) à Cedegolo ;
- Re di Sellero (it) à Sellero ;
- Clegna (it) et Re di Tredenus (it) à Capo di Ponte ;
- Blé (it) à Ono San Pietro ;
- Figna (it) au hameau de Nadro (it) ;
- Palobbia (it) à Braone ;
- Re di Niardo (it) à Niardo ;
- Torrent Poia à Losine ;
- Lanico (it) à Malegno ;
- Trobiolo (it) à Piancogno ;
- Daveno à Piancogno ;
- Grigna à Esine ;
- Resio (it) au hameau de Plemo (it) ;
- Budrio au hameau de Erbanno (it) ;
- Torrent Dezzo (it) à Darfo Boario Terme ;
- Re di Gianico (it) à Gianico.

### Lac d'Iseo
Le fleuve forme le Lac d'Iseo, entre Lovere et Pisogne, où il reçoit les eaux du torrent Bagnadore (it), puis sort du lac à Sarnico.

### Plaine du Pô
Près de Palosco il reçoit le Cherio, son principal affluent de droite puis plus en aval à sa gauche, la rivière Mella, entre Seniga et Ostiano, puis les eaux du Chiese près de Canneto sull'Oglio avant de confluer dans la Pô près de Scorzarolo (Borgoforte).

## Galerie

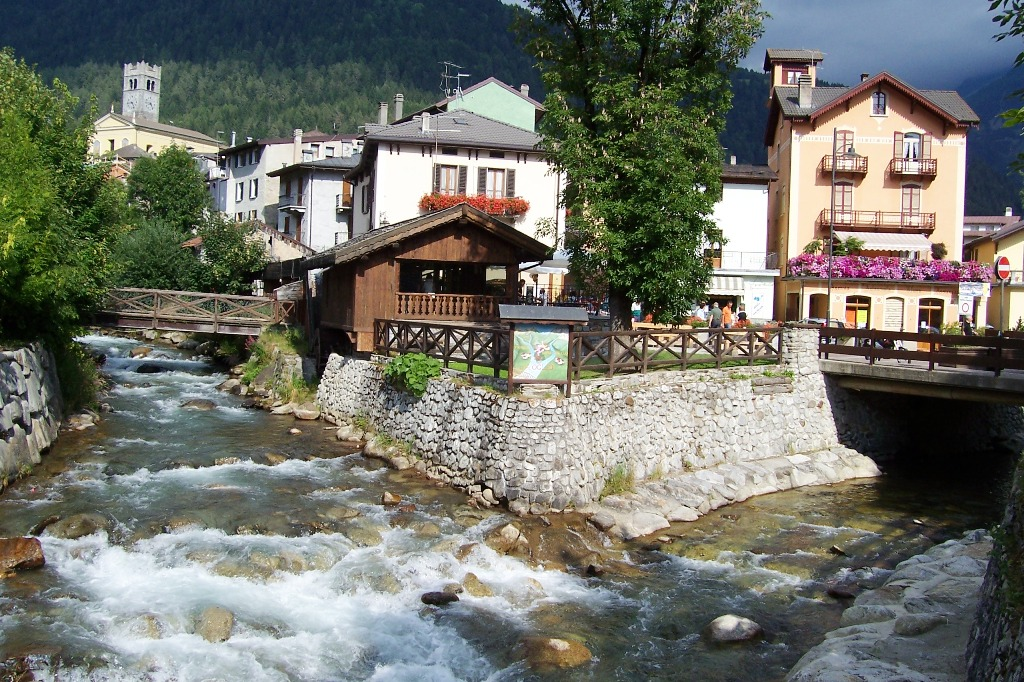
Naissance de l'Oglio à Ponte di Legno
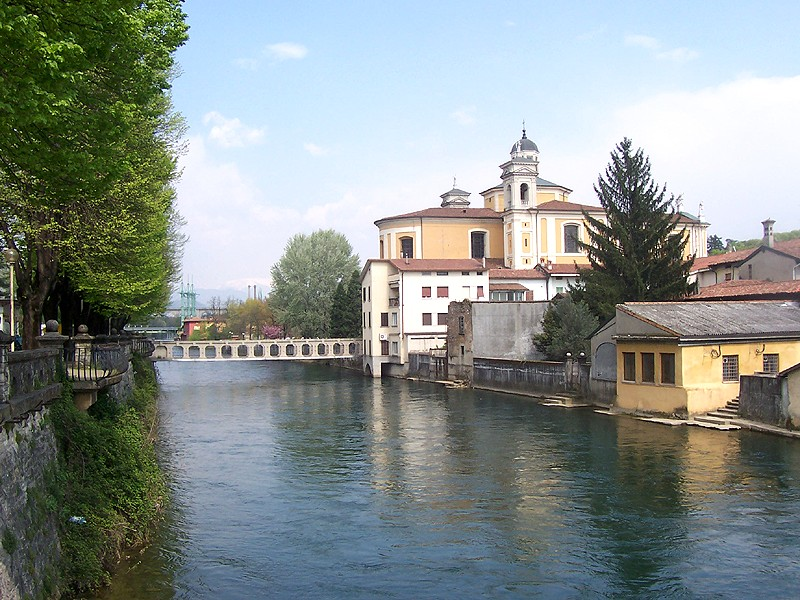
Palazzolo sull'Oglio
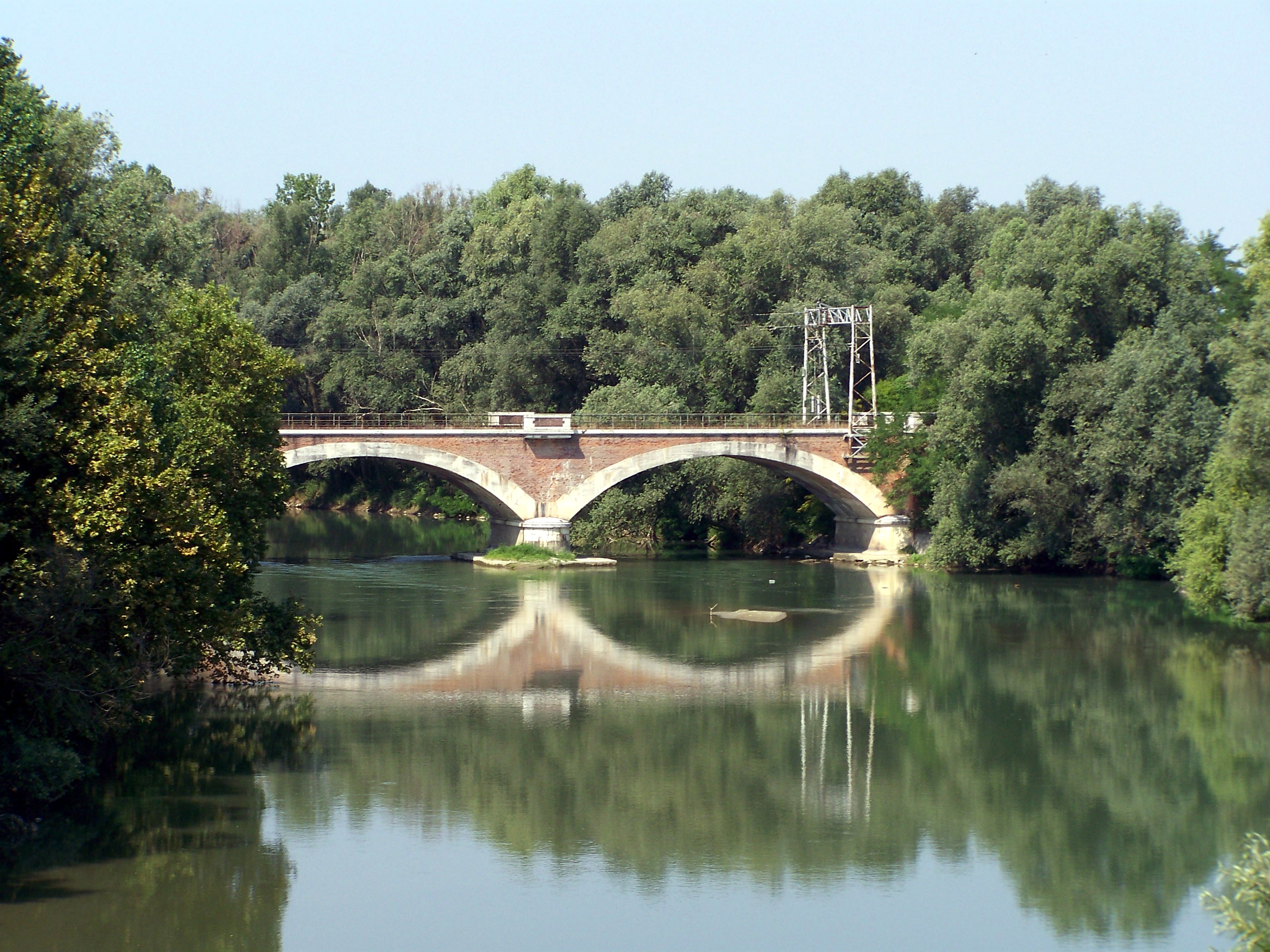
pont ferroviaire Brescia-Cremone à Robecco d'Oglio
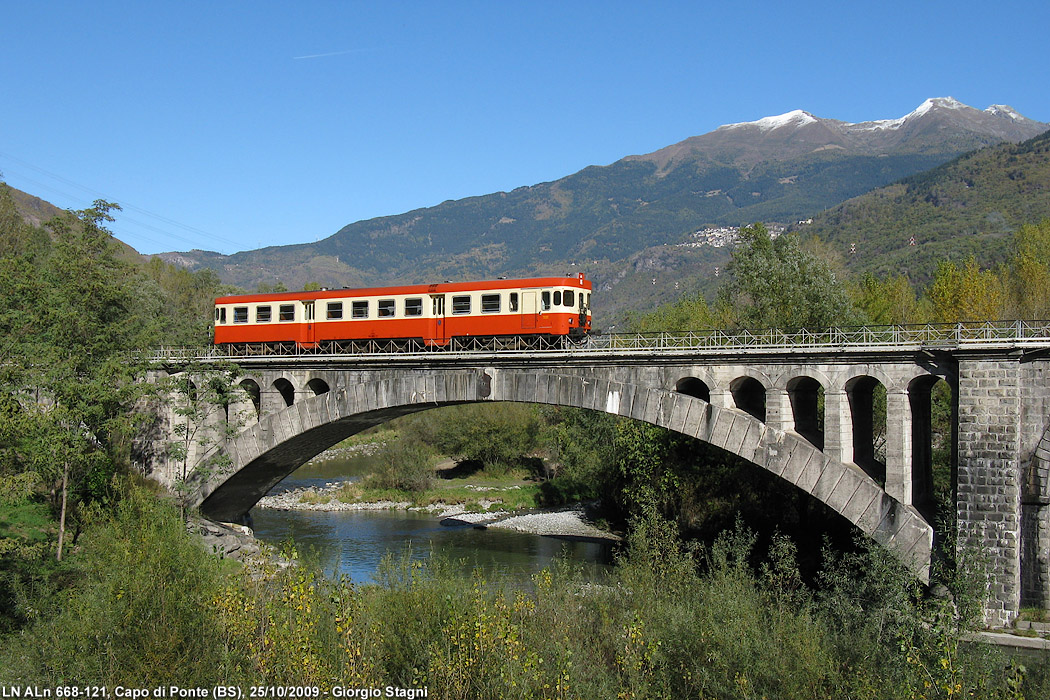
Pont ferroviaire à Capo di Ponte
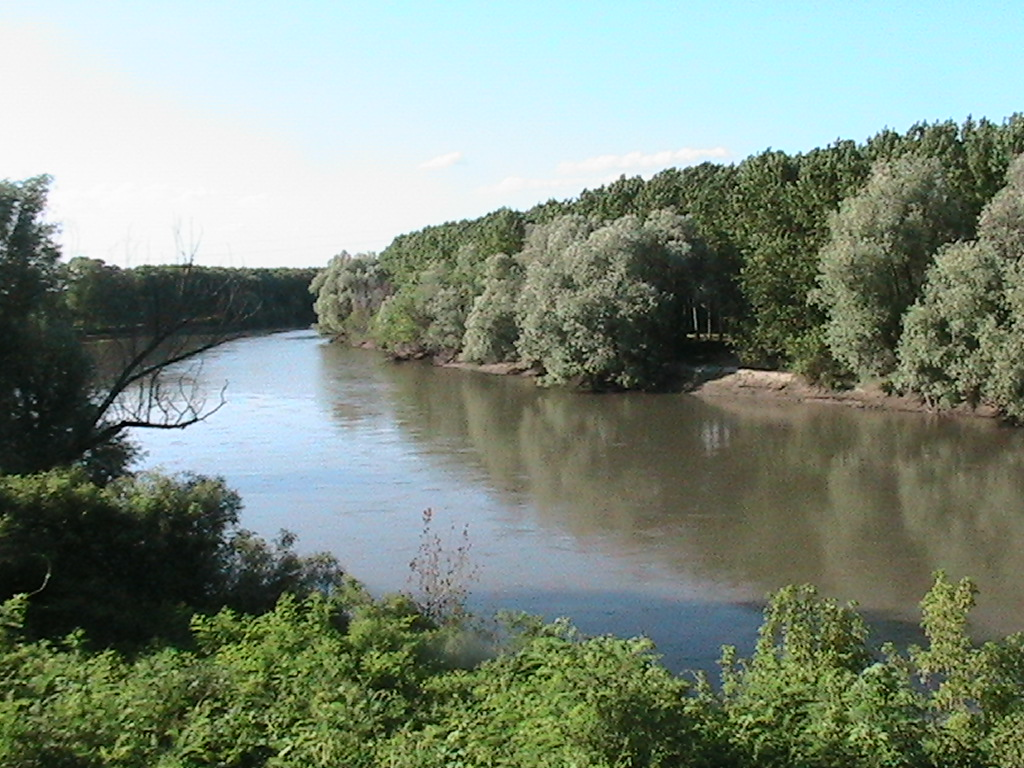
L'Oglio à Gazzuolo